# Въбел (квартал)
Вижте пояснителната страница за други значения на Въбел.
Въбел е квартал на град Търговище, до 1934 година е самостоятелно село и името му е Герен, от 1969 година става кв. Михаил Петров.

## География
Кварталът се намира на 3,6 км северозападно от центъра на гр. Търговище в посока гр. Попово. През него преминава главният път Варна-Плевен-София, както и свързващ двата най-големи града на областта.

## Етимология
Името идва от славянската дума „въбел“ – кладенец. Името се среща на много места в България като местно или речно име – Въбел, Въбела и със запазена носовка Въмбел. Според „Българския етимологичен речник“ сродни славянски думи са сръбското убао, убла, кладенец, руското от XI век уболъ, улица; кладенец, полабското wûmbâl, извор. Името произхожда от праславянското *ǫbelъ, което е сродно с арменското amb, amp, родителен падеж amboy, ampoy, облак, гръцкото (пеласгийско) ὅμβρος, дъжд, латинското imber, дъжд; вода, течност, авестийското awrəm, облак, староиндийското abhrám, дъждовен облак; мрачно време, ámbháh, ámbu, вода от индоевропейското *ombh-, *mbh.

## История
Първите сведения за населението на селото датират в турски регистър от 1571 година, в който се споменават имената на няколко селяни ратаи на по-богати турци. Около 12 – 13 век, селището е било разположено в северната част на землището (землището на Тракия Глас България), след известно време селището западнало тъй като населението е било сполетяно от чума и селото се изнася на около 1 километър в източна посока (днешните гробища). Това ново местонахождение не допада на жителите, тъй като било ветровито и подложено и на други метеорологични промени, затова по-късно се установяват в южна посока близо до малката река, около която изобилствало от пасища и ливади. В началото на 18 век са построени първите къщи в североизточната част на селото (махалата Таръклъка). Постепенно там се заселило българското население, а турците си издигали къщи в южния край, който е бил с по-добро местоположение.
В началото на 19 век българското население се увеличава, по-будните българи са пътували из целия Балкански полуостров (дори до Божи гроб), възприемат някои възрожденски идеи и назрява идеята за осносваване на училище в селото.
По време на освобождението българите от село Герен са част от групата, която е повикала руските войски от град Омуртаг по време на известните турски кланета през януари 1878 година в град Търговище.

## Население
Населението е предимно българско (над 95 %), има много малък брой цигани и още по-малък брой турци.

## Икономика
В близост до квартала през 2005 година е открит завод собственост на турския холдинг Шишеджам за производство на плоско стъкло. В него работят предимно турци от града и близките села. Заводът придоби известност с арогантното отношение към работниците и дискриминация на българите, чиито доходи са в пъти по-ниски.
В кварталът се намира фирма за шлайфиране на двигателни блокове и колянови валове за автомобили – филиал на завод „Терем“, СБА център – Търговище, автосервизи – монтьорски и бояджийски, автокъщи, магазини, кафенета, читалище, две бензиностанции-едната SHELL, земеделски кооперации, цех за ПВЦ дограма и други занаятчийски ателиета.

### Транспорт
Кварталът разполага с градски транспорт /линия №3/ и железопътна спирка, на линията свързваща Варна и София. Тя се обслужва само от пътнически влакове.

## Личности
- Николай Зидаров – писател